# Zwavelpentafluoride
Zwavelpentafluoride ({\displaystyle {\ce {S2F10}}} en CAS-nummer 10546-01-7) is een niet-ontvlambare, kleurloze, vluchtige vloeistof/damp bij een temperatuur gelijk of groter dan 28,889 °C. Het heeft de geur van zwaveldioxide. Het heeft een kookpunt van 28,889 °C bij een druk van 760 mmHg (NIOSH, 2024) en een vriespunt van -92,222 °C. 
Het is een sterk oxidatiemiddel en erg toxisch via inademhaling. De dampdruk ervan bedraagt 561 mmHg (NIOSH, 2024). Het is chemisch inert, maar zeer giftig. Acute vergiftiging (Lethal Concentration) treedt op bij ratten bij een LC50 van 1780 ppm (1 u), intraveneus bedraagt de LD50 1 mg/kg. Ongeveer dezelfde vergiftigingsverschijnselen treden op als bij een fluorvergiftiging. Blootstelling kan gebeuren via inademen, ingestie, de huid en/of oogcontact. Contact met huid en ogen moet dus vermeden worden. Als er toch contact is geweest dan dient een oogdouche toegepast en dient de huid met zeep te worden gewassen. Adembescherming is nodig om het ademhalingsstelsel te beschermen. De doelorganen zijn de huid, ogen, het ademhalingsstelel en het centraal zenuwstelsel. In de Verenigde Staten (VS) geldt in een werkomgeving een maximaal toelaatbare concentratie (OSHA PEL) in de lucht van 0,025 ppm (0,25 mg/m³). De REL van NIOSH bedraagt 0,01 ppm (0,1 mg/m³). De "ceiling"-waarde van ACGIH bedraagt 0,001 ppm. De "Immediately Dangerous To Life or Health" waarde (=IDLH) van NIOSH bedraagt 1 ppm. Zwavel pentafluoride heeft een relatieve gasdichtheid van 8,77 (NIOSH, 2024) en is dus veel zwaarder dan lucht. En 1 ppm S2F10 is gelijk aan 10.39 mg/m³. Er zijn geen snelle reacties met lucht of water te verwachten. Zwavelpentafluoride lost niet op in water. Als het brandt vormt het corrosieve en toxische rook. Containers kunnen bij brand (meer dan 400 °C) exploderen en spills naar water en bodem moeten voorkomen worden. Het reageert snel met gesmolten NaOH en/of KOH bij brand. Opgelet; het reageert sterk met volgende absorptiemiddelen:
- cellulose-gebaseerde absorptiemiddelen
- op mineralen gebasserde en op klei gebaseerde absorptiemiddelen
- geëxpandeerde polymerische absorptiemiddelen
- aarde

Bij een kleine brand gebruik je ofwel een droog poeder, {\displaystyle {\ce {CO2}}} of water. Bij een grote brand water en/of blusschuim. Zwalvelpentafluoride is ook zwaarder dan water; het heeft immers een dichtheid van 2,08 bij 0°C (NIOSH, 2024). Werken met S2F10 verreist het dragen van een veiligheidsbril, gepaste kledij en gepaste werkhandschoenen alsook adembescherming. S2F10 is een bijproduct van zwavel hexafluoride synthese; het kan vrijkomen als sulfur hexafluoride ontbindt bij incidenten met elektrische systemen waar het dan een risico vormt voor operatoren, onderhoudsmedewerkers, ... (ACGIH).